# Клакамас (річка)
Клакама́с (англ. Clackamas) — річка, права притока річки Вілламетт, США.

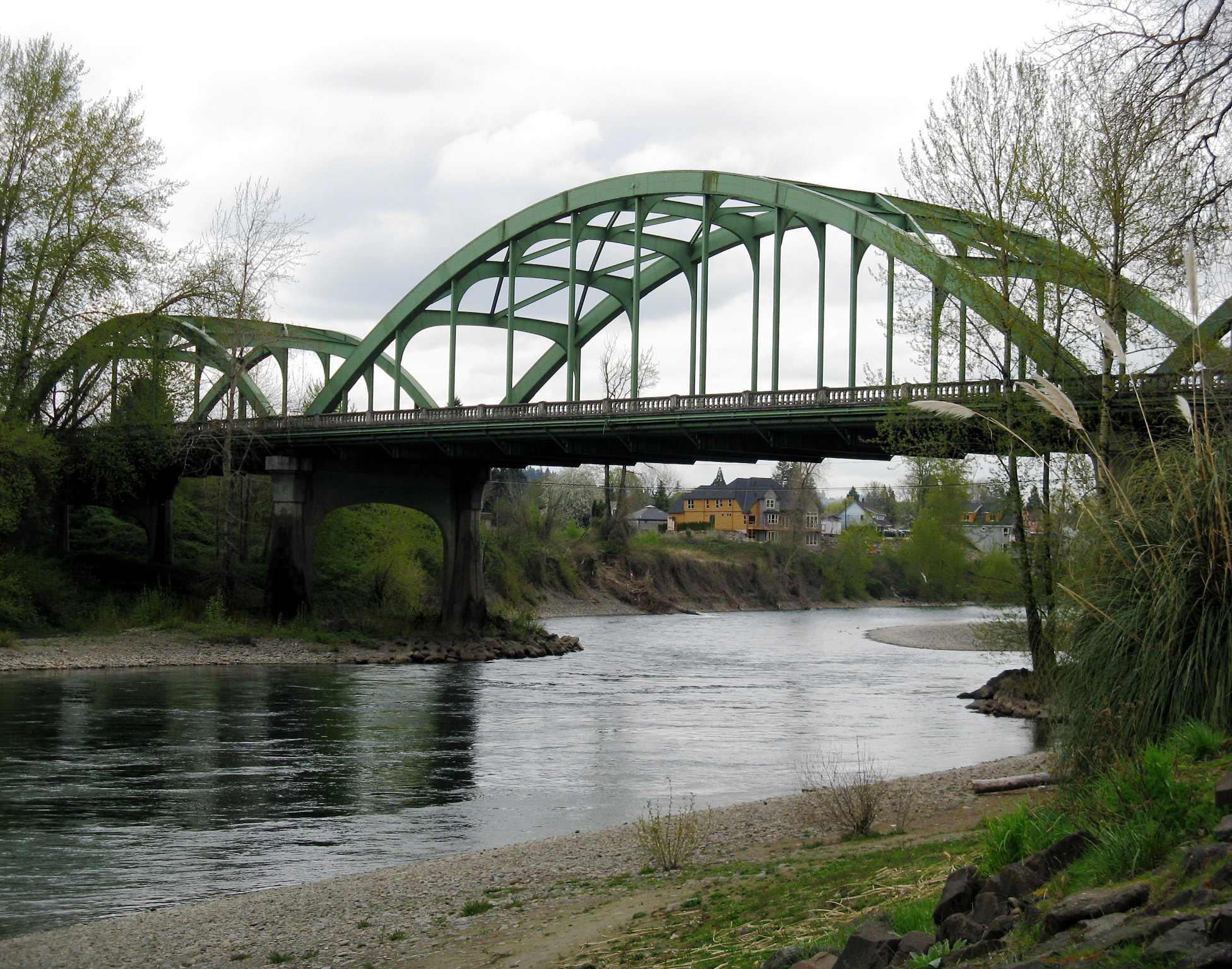
Річка в місті Орегон-Сіті

Довжина річки становить 134 км, площа водозбору — 2 435 км², середній стік води — 76 м³/с. Клакамас починається в Маунт-Худському національному лісі на висоті 1496 м над рівнем моря на схилах Оллалі-Батте.
Над річкою розташовані міста Істакейда, Дамаскус, Хаппі-Валлі, Орігон-Сіті й Гладстоун. На 1995 рік у сточищі річки мешкало близько 64 тисяч осіб. Воду використовують для водопостачання, її споживають приблизно 200 тисяч осіб. На річці побудовані гідроелектростанції Казадеро-Дам (1905) й Рівер-Милл-Дам (1912). Річка є прохідною для лососевих — видів лосося сохо й чинок.
Вздовж річки жив народ клакамас — частина Чинуків.

## Каскад ГЕС
На річці розташовано ГЕС Oak Grove, ГЕС Норт-Форк, ГЕС Фарадей.
| США | Це незавершена стаття з географії США. Ви можете допомогти проєкту, виправивши або дописавши її. |